# Both Béla
Both Béla, született Buchwald Béla, 1934-től Bot Béla (Szerencs, 1910. november 21. – Budapest, 2002. február 20.) magyar színész, rendező, a Madách Színház, később a Nemzeti Színház igazgatója. Közismertté mégis inkább filmszerepei (Bástya elvtárs az A tanú és a Te rongyos élet c. filmekben, illetve Báthory Béla, az idős magyar–történelem szakos tanár a Szomszédok c. tévésorozatban) tették, érdemes és kiváló művész.

## Életpályája
Édesapja Bot (született Buchwald) Andor (1881–1959), édesanyja Both Erzsébet (1887–1985), öccse Bot György (1917–1998) biológus, biokémikus.
1932-ben diplomázott színészetből a Színművészeti Főiskolán. Az akadémiáról a miskolci színház szerződtette le, színésznek, rendezőnek, színházi titkárnak és könyvtárosnak egyszerre. 1934. december 31-én feleségül vette pályatársnőjét, Móricz Lilit, Móricz Zsigmond legkisebb leányát, de 1939-ben elváltak.
1934 és 1941 között a Nemzeti Színház rendezője, majd azt követően a Szegedi Nemzeti Színház főrendezője lett. 1945 után rendezőként és színházvezetőként is tevékenykedett többek között a Magyar Színházban, illetve a debreceni Csokonai Színházban is. 1945. január 6-án jelentkezett a Nemzeti Színházművészeti Tanácsba, ahová felvételt is nyert. A testület az Izabella téri Magyar Színházat „osztotta rá”, ahol egy tőke nélküli magánszínházba kezdett, de két év után abbahagyta és 1947–1949 között ismét a szegedi Nemzeti Színházhoz szerződött, ezúttal azonban mint már igazgató. 1955-ben felkérték az Állami Déryné Színháznál főrendezőnek, e funkciót 1958-ban már a Madách Színházban látta el, ahol nem sokkal később igazgató is lett. Igazgatása alatt – az 1960-as évek elején – a Madách Színház az ország legjobbja volt, színháztörténeti értékű előadásokat rendezett, mint például G.B. Shaw: Tanner John házassága, Shakespeare: Hamlet, Tennessee Williams: A vágy villamosa, John Milton: Elveszett paradicsom, de a második világháború után először az ő igazgatósága alatt mutatták be Madách Imre :  Az ember tragédiája című, és a marxista Lukács György miatt csak évente egy ízben bemutatásra engedett művét ismét.[forrás?] Szintén a nevéhez fűződik sok egyéb mellett egy új, tiszta hangú Bánk bán megrendezése és bemutatása is, a sikerdarabok mellett.
1964-től a Nemzeti Színháznak is igazgatója volt, nyugdíjba annak éléről ment 1971-ben.
Kilencvenedik születésnapján a Színházi Folyóirat hasábjain így köszöntötte őt Koltai Tamás: „Both Béla, a szenvedélyes színházi ember joggal somolyoghat a mai igazgatóínség láttán. Az előadások láttán pedig meg lehet a véleménye – ma is ott van minden premieren. Kivéve a Madách Színházban, az átépített budoár ünnepélyes megnyitójára ugyanis nem engedték be. Nem gyanítom a szokásos impertinenciát, inkább tapintatot látok a gesztusban. Nem akarták, hogy lássa, mi lett a színházából. Úgy is van, jobb ez így. Isten éltessen, Igazgató Úr!”
Életének 92. évében, 2002. február 20-án hunyt el, sírja Budapesten, a Farkasréti temetőben található.
A Színházi adattárban regisztrált bemutatóinak száma: Színész: 5; rendező: 70 .

## Színpadi szerepei
- Henrik Ibsen: A vadkacsa....Werle, nagykereskedő
- Aljosin: Anna őfelsége....Doyen
- Száraz György: II. Rákóczi Ferenc....Okolicsányi Pál
- Kazán István: Férfikor
- Kárpáthy Gyula: A perbefogott diák....Elnök

### Rendezései
- Vörösmarty Mihály: Csongor és Tünde
- Madách Imre: Az ember tragédiája
- Katona József: Bánk bán
- Majakovszkij: Gőzfürdő
- Csurka István: Szájhős
- Polgár András: Egy király a Népszínház utcában
- Romhányi József: Csipkerózsika
- Fehér Klára: Mi, szemüvegesek
- Felkai Ferenc: Győri sasfiók
- Tabi László: Különleges világnap
- Jevgenyij Schvarc: Hókirálynő
- Verne Gyula: Sándor Mátyás
- Schiller: Stuart Mária
- Jókai Mór: A kőszívű ember fiai
- Ugo Betti: A játékos
- Molnár Géza: Anna-ünnep
- Arthur Miller: Az ügynök halála
- Gyurkó László: Szerelmem, Elektra
- O'Casey: Bíbor por
- H.Barta Lajos: Kiáltás
- Szinetár György: Én, Varga Katalin
- Marivaux: Két nő között
- George Bernard Shaw: A szerelem ára
- Calderón de la Barca: Huncut kísértet
- Kállai István: Élni tudni kell!
- Remarque: Az utolsó állomás
- Kamondy László: Vád és varázslat
- Marsak: A bűvös erdő
- Tabi László: Esküvő
- Caragiale: Farsang
- Musset: Lorenzaccio
- William Shakespeare: Ahogy tetszik
- Moreto y Cabana: Donna Diána
- Gabriela Zapolska: Dulszka asszony erkölcse
- Örsi Ferenc: Fekete ventillátor
- Balzac: Grandet kisasszony
- Jurandot: Harmadik csengetés
- Thornton Wilder: Hosszú út
- Carlo Goldoni: Két úr szolgája
- Henrik Ibsen: Kísértetek
- Nâzım Hikmet: Legenda a szerelemről
- Vapcarov: A legnagyobb hullám
- Móricz Zsigmond: Légy jó mindhalálig
- Kállai István: Majd a papa!
- Gabbe: Mesterek városa
- Brustein: Pányuska iskolája
- Priestley: Váratlan vendég

## Filmjei
| - A tanú (1969) - Gyula vitéz télen-nyáron (1970) - A halhatatlan légiós (1970) - A legszebb férfikor (1972) - Emberrablás magyar módra (1972) - Fekete gyémántok I-II (1976) - Kojak Budapesten (1980) - Kabala (1982) - Te rongyos élet (1983) - Első kétszáz évem (1985) - Csók anyu! (1986) - Az utolsó kézirat (1987) - Titánia, Titánia, avagy a dublőrök éjszakája I-II. (1988) - Túsztörténet (1989) - Megint tanú (1994) | Színészként - Pirx kalandjai (1973) - III. Richárd (1973) - Inkognitóban Budapesten (1976) - Muslincák a liftben (1977) - Az elefánt (1978) - Petőfi 1-6. (1981) - A 78-as körzet 1-6. (1982) - Mint oldott kéve 1-6. (1983) - Örökkön-örökké (1984) - Vigyázat! Mélyföld! (1985) - Széchenyi napjai (1985) - Linda (1986) - Alapképlet (1989) - Szomszédok (1987–1999) Rendezőként - Hókirálynő (1964) - A szerelem ára (1967) Szinkron - A tavasz tizenhét pillanata (1974) (tévésorozat) beszélő |

### Videóklip
- A Bikini együttes Legyek jó c. dalának klipjében 1988